# Pat Roy Mooney
Pour les articles homonymes, voir Mooney.
Patrick (Pat) Roy Mooney est un militant écologiste canadien né en 1947. Bien que n'ayant pas de formation universitaire, il est considéré comme une autorité sur la biodiversité agricole et les enjeux des nouvelles technologies. Il est récipiendaire du prix Nobel alternatif en 1985.

## Biographie
Pat Mooney a vécu la majeure partie de sa vie dans les Prairies canadiennes. Il travaille toujours à Winnipeg, au Manitoba.
Au cours des années 1960, il est représentant de la jeunesse du Canada au sein de l'ONU. 
En 1974, à Rome, il intervient dans le cadre de la première Conférence Mondiale sur l'Alimentation, en mettant en place des réunions informelles des organisations non-gouvernementales en parallèle des conférences officielles. 
En 1977, en collaboration avec Cary Fowler et Hope Shand, Pat Mooney commence à travailler sur les « semences ». Ils veulent avertir de la perte des ressources phytogénétiques, et faire pression pour la mise en œuvre de stratégies de conservation de la diversité biologique et agricole. En 1979, plus de 7 000 établissements se partageaient le marché des semences; en 2000, 10 entreprises couvrent le tiers des ventes. Pour les produits phytosanitaires, le nombre est passé de 65 sociétés à 9 qui réalisent 91 % du marché.
Dans les années 1980, il lance une campagne contre l'utilisation des droits de propriété intellectuelle à des fins de contrôle de la ressource alimentaire mondiale.
En 1984, Pat Mooney et Cary Fowler fondent RAFI (Rural Advancement Foundation International), devenu, en 2001, ETC Group (Érosion, Technologie et Concentration, prononcé etcetera), une organisation internationale face à l'impact des nouvelles technologies sur les communautés rurales. C'est au sein de ce groupe que, outre un discours critique vis-à-vis des biotechnologies, Pat Mooney développe une critique des nanotechnologies basée principalement sur des faits scientifiques. 
En juin 2008, Pat Mooney se montre réservé en ce qui concerne la promotion des bioénergies mentionnant, notamment, le risque de réaffecter à la production d’énergie des ressources en terres et en eaux utilisées auparavant pour la production alimentaire. En juillet 2008, selon une étude confidentielle de la Banque mondiale, les biocarburants ont entraîné une hausse de 75 % de certains prix alimentaires mondiaux.
Depuis plus de trente ans, Pat Mooney travaille avec des organisations de la société civile (OSC) sur le commerce international et les questions de développement liées à l'agriculture, la biodiversité et les nouvelles technologies.
Les travaux plus récents de Pat Mooney sont axés sur la géo-ingénierie, la biologie de synthèse et la gouvernance mondiale de ces technologies ainsi que l'implication des entreprises dans leur développement. 
Si, il y a vingt ans, Pat Mooney était régulièrement écarté comme l'alarmiste, ou même « le cinglé », aujourd'hui on considère qu'il est un visionnaire qui a reconnu les dangers de la technologie agricole longtemps avant le reste du monde.
Pat Mooney est le directeur exécutif de l'organisation non gouvernementale ETC Group (en), basée à Ottawa, et le père de cinq enfants.

### Engagement
Pat Mooney s'engage dans une forme d'activisme mondial en faveur de la biodiversité et du droit des peuples de disposer d'eux-mêmes, ainsi par exemple :
- En 2001, Pat Mooney, avec quatorze lauréats du Prix Nobel alternatif ou du Prix Goldman, demande au Congrès mexicain la reconnaissance constitutionnelle des peuples autochtones et de leurs droits, au Mexique, en insistant sur leur rôle dans le développement et la conservation de la biodiversité naturelle et culturelle[6]

- En 2005, Pat Mooney, avec douze autres lauréats du Prix Nobel alternatif, signe une demande d'abrogation de l'article 81 de Paul Bremer[Note 1] qui « vise à empêcher les agriculteurs irakiens d'utiliser leurs anciennes variétés de semences et de cultures, et à les obliger à dépendre de l'entreprise ayant breveté des semences génétiquement modifiées[Note 2]. Car, les variétés traditionnelles de cultures en Irak, qui ont évolué pendant des milliers d'années, ne sont pas seulement l'héritage de paysans irakiens, mais elles sont l'héritage mondial »[7].

## Reconnaissance
En association avec Cary Fowler, Pat Roy Mooney est récipiendaire du prix Nobel alternatif en 1985, « pour son travail de sauvegarde du patrimoine phytogénétique de la planète. ».
En 1998, il reçoit la Médaille Pearson pour la paix pour distinguer son travail dans le domaine de l'agriculture et de la préservation de la biodiversité. Il a également reçu le prix américain "Giraffe Award".

## Citation
« La diversité de l'agriculture et de la culture de l'homme sont liées. En fin de compte, elle appartient à nous tous - tant les gouvernements que les collectivités et les particuliers »  Discours d'acceptation du prix Nobel alternatif 9 décembre 1985.

## Œuvres
- (en) Pat Roy Mooney, Seeds of the Earth : A Private or Public Resource?, Food First Books, 1979, 126 p. (ISBN 978-0-9690149-3-5)
- (en) Pat Roy Mooney et Carry Fowler, Shattering : Food, Politics, and the Loss of Genetic Diversity, University of Arizona Press, 1990, 278 p. (ISBN 978-0-8165-1181-5, lire en ligne)
- (en) Pat Roy Mooney et Carry Fowler, The Threatened Gene : Food, Politics and the Loss of Genetic Diversity, Lutterworth Press, 1991, 280 p. (ISBN 978-0-7188-2830-1)